# Tchang (Tintin)
Tchang est un personnage des Aventures de Tintin. Jeune garçon chinois d'âge inconnu, il se lie d'amitié avec Tintin. Il est l'un des personnages principaux du Lotus bleu et de Tintin au Tibet.

## Récit
Tchang apparaît pour la première fois dans Le Lotus bleu, la cinquième aventure de la série. Tintin, qui se rend en train à Hou-Kou pour y rechercher le professeur Fan Se-Yeng, doit continuer son chemin à pied car la crue du fleuve Yang-Tsé-Kiang a emporté la voie de chemin de fer. Il entend un enfant crier au secours, et se jette immédiatement à l'eau pour le sauver. Ramené à la vie, le jeune garçon se présente à lui sous le nom de Tchang Tchong-Jen. Ce dernier explique au héros qu'il est orphelin et qu'il a également perdu ses grands-parents, massacrés pendant la guerre des Boxers. Il propose alors à Tintin de l'accompagner jusqu'à Hou-Kou.
Les deux personnages deviennent immédiatement amis, et Tchang  accompagne Tintin jusqu'à la fin de l'aventure, l'aidant à combattre la bande des trafiquants d'opium dirigée par Mitsuhirato et Rastapopoulos. Tout d'abord, il fait libérer le jeune reporter que les Dupondt viennent d'arrêter, en remplaçant le document les autorisant à opérer en territoire chinois par un faux. Il se bat ensuite contre un faux photographe japonais qui vient de tirer sur Tintin aux abords d'un temple, puis, caché dans un tonneau avec d'autres membres de la société secrète chinois des Fils du Dragon, il participe à l'arrestation des trafiquants. À la fin du récit, Tchang est adopté par monsieur Wang Jen-Ghié, le chef des Fils du Dragon.
Il ne reparaît que des années plus tard dans Tintin au Tibet. Le héros, qui s'assoupit pendant une partie d'échecs avec le capitaine Haddock, reçoit en rêve la vision de Tchang, blessé et enseveli dans la neige, qui implore son aide. Le lendemain, Tintin reçoit une lettre de son ami chinois qui lui annonce qu'il souhaite lui rendre visite lors de son prochain séjour en Europe. Hélas, il apprend dans le journal du matin que Tchang figure parmi les victimes du crash d'un avion dans le massif du Gosainthan. Tintin refuse pourtant de croire à la mort de son ami et décide de rejoindre le Népal pour lui porter secours. Le capitaine Haddock tente d'abord de l'en dissuader, mais finit par l'accompagner. Tout au long de l'aventure, Tintin découvre des preuves supposées de la survie de Tchang, d'abord une pierre sur laquelle il a gravé son nom dans une grotte, puis une écharpe jaune accrochée à une paroi rocheuse. Tchang est finalement retrouvé sain et sauf à la fin du récit, dans une grotte où il était retenu prisonnier par le yéti.

## Source d'inspiration
Alors que les personnages d'Hergé sont souvent inspirés de personnes réelles que le dessinateur masque sous un nom plus ou moins transparent, Tchang est l'un des deux seuls personnages entrés sous leur propre nom dans la série avec Al Capone. Il s'agit de Tchang Tchong-Jen, un étudiant chinois de l'Académie royale des beaux-arts de Bruxelles qu'Hergé rencontre par l'intermédiaire de l'abbé Gosset pendant la préparation du Lotus bleu en 1934. Une amitié sincère se noue immédiatement entre les deux hommes et Tchang Tchong-jen, dont la maturité et l'érudition impressionnent le dessinateur, se rend chez lui chaque dimanche après-midi et l'accompagne dans l'élaboration de sa nouvelle aventure. L'étudiant chinois ne se contente pas d'apporter de la documentation ou de vérifier l'authenticité des détails, mais il donne également des conseils à Hergé en matière de dessin.
Dans la version originale en noir et blanc, le jeune ami de Tintin est simplement nommé Tchang, ce n'est que dans la version en couleur, publiée en 1946, que son nom complet, Tchang Tchong-Jen, est inscrit.

## Interprétation et postérité
Dans la série télévisée d'animation Les Aventures de Tintin, réalisée en 1991 en collaboration entre le studio français Ellipse et la société d'animation canadienne Nelvana, le personnage de Tchang est doublé par le comédien David Lesser.

#### Album en couleurs
- Hergé, Le Lotus Bleu, Tournai, Casterman, 1946, 62 p.
- Hergé, Tintin au Tibet, Tournai, Casterman, 1960, 62 p. (ISBN 978-2203001190).

#### Ouvrages sur Hergé et son œuvre
- Pierre Assouline, Hergé, Paris, Gallimard, coll. « Folio », 1996, 820 p. (ISBN 978-2-07-040235-9).
- Collectif, Les personnages de Tintin dans l'histoire : Les événements qui ont inspiré l'œuvre d'Hergé, vol. 1, Historia, hors-série / Le Point, juillet 2011, 130 p. (EAN 9782897051044).
- Cyrille Mozgovine, De Abdallah à Zorrino : Dictionnaire des noms propres de Tintin, Casterman, 1992, 283 p. (ISBN 978-2203017115).
- Benoît Peeters, Hergé, fils de Tintin, Paris, Flammarion, coll. « Champs essais », novembre 2006, 627 p. (ISBN 978-2-08-123474-1, lire en ligne).